# Ауциема
А́уциема (устар. Ауцем, Луциема; латыш. Auciema ezers) — эвтрофное озеро в Райскумской волости Паргауйского края Латвии. Относится к бассейну Гауи.
Располагается на высоте 54,6 м над уровнем моря в Аугстрозском всхолмлении Идумейской возвышенности. Площадь водной поверхности — 41,4 га. Наибольшая глубина — 2,7 м, средняя — 1,9 м. Площадь водосборного бассейна — 4,31 км².